# ابنتور
ابنتور (به آلمانی: Abentheuer) یک شهرداری در آلمان در آلمان است.